# Philadelphia Union 2015
Questa voce raccoglie le informazioni riguardanti il Philadelphia Union nelle competizioni ufficiali della stagione 2015.

## Stagione
La stagione è tra le peggiori dispuatate dal club, testimoniata dalle dieci sconfitte subite nelle prime venti giornate di campionato. A fine stagione regolare la squadra si classifica al diciottesimo posto mancando la qualificazione ai play-off. Diverso dall'andamento in campionato è il percorso in coppa nazionale, in cui arriva fino alla finale come l'anno precedente, perdendo anche questa volta ai rigori contro lo Sporting K.C..

## Maglie e sponsor
Lo sponsor tecnico è Adidas e il main sponsor Grupo Bimbo.
| Casa | Trasferta |

## Organico
Aggiornata al 20 aprile.

### Rosa 2015
| N. |                         | Ruolo | Calciatore        |
| -- | ----------------------- | ----- | ----------------- |
| 1  | Giamaica (bandiera)     | P     | Andre Blake       |
| 2  | Guyana (bandiera)       | D     | Warren Creavalle  |
| 4  | Stati Uniti (bandiera)  | D     | Austin Berry      |
| 5  | Francia (bandiera)      | C     | Vincent Nogueira  |
| 6  | Stati Uniti (bandiera)  | A     | Conor Casey       |
| 7  | Stati Uniti (bandiera)  | C     | Brian Carroll     |
| 8  | Stati Uniti (bandiera)  | C     | Maurice Edu       |
| 9  | Stati Uniti (bandiera)  | A     | Andrew Wenger     |
| 10 | Argentina (bandiera)    | C     | Cristian Maidana  |
| 11 | Francia (bandiera)      | A     | Sébastien Le Toux |
| 13 | Sierra Leone (bandiera) | C     | Michael Lahoud    |
| 14 | Camerun (bandiera)      | C     | Eric Ayuk         |
| 15 | Stati Uniti (bandiera)  | D     | Ethan White       |

| N. |                        | Ruolo | Calciatore            |
| -- | ---------------------- | ----- | --------------------- |
| 16 | Stati Uniti (bandiera) | D     | Richie Marquez        |
| 17 | Stati Uniti (bandiera) | C     | C.J. Sapong           |
| 18 | Venezuela (bandiera)   | C     | Fernando Aristeguieta |
| 20 | Stati Uniti (bandiera) | C     | Jimmy McLaughlin      |
| 21 | Stati Uniti (bandiera) | C     | Eric Bird             |
| 22 | Brasile (bandiera)     | C     | Leo Fernandes         |
| 23 | Canada (bandiera)      | D     | Steven Vitória        |
| 27 | Stati Uniti (bandiera) | C     | Zach Pfeffer          |
| 28 | Stati Uniti (bandiera) | D     | Ray Gaddis            |
| 29 | Francia (bandiera)     | C     | Antoine Hoppenot      |
| 33 | Brasile (bandiera)     | D     | Fabinho               |
| 77 | Brasile (bandiera)     | C     | Fred                  |
| 85 | Svizzera (bandiera)    | C     | Tranquillo Barnetta   |